# Cape Town Pride
Cape Town Pride är en årligt återkommande festival i Kapstaden i Sydafrika i februari/mars som samlar alla som har sympati för eller stöder HBTQ+-rörelsen. 
Den första prideparaden i Afrika hölls i Johannesburg den 13 oktober 1990 och tre år senare hölls den första prideparaden i Kapstaden.
Pridefestivalen har avhållits varje år sedan år 2001, bortsett från år 2003 då den flyttades från vintern till våren 2004, och har successivt ökat i omfång från år till år. Den pågår vanligen i tio dagar och avslutas med en prideparad.